# Paul Francke (Geologe)

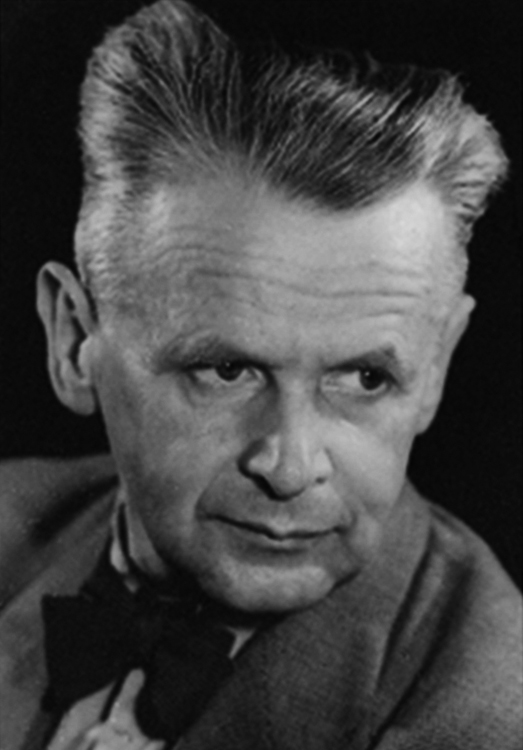
Paul Francke

Paul Francke (* 13. März 1893 in Apolda, Thüringen; † 14. Oktober 1957 in München) war ein deutscher Geologe. Er war Gründungsmitglied der Fraunhofer-Gesellschaft und gehörte zum Kreis der wissenschaftlichen Berater des Deutschen Museums, München. 

## Leben
Paul Francke stammte aus einer Handelsfamilie. Er wuchs gemeinsam mit seiner Schwester Margarete bei den Eltern Georg und Mathilde Francke in Apolda/Thüringen auf. Francke studierte Bergbaukunde, Bergwirtschaftslehre und Betriebswirtschaftslehre. 1928 wurde Francke an die Bergakademie Clausthal gerufen, wo er seinerzeit als jüngster Professor wirkte.
1933 trat er der NSDAP bei. Ab 1936 war Francke im Reichswirtschaftsministerium in Berlin-Friedenau tätig. Er wohnte mit seiner Frau Gertrud (geb. Stocks, Opernsängerin) und seiner Tochter Brigitte zuerst in der Handjerystraße 14 und dann in der Ringstraße 5 (heute Dickhardtstraße). 1944 floh Gertrud Francke mit dem gemeinsamen Kind Brigitte vor der massiven Bombardierung ins Erzgebirge. Francke blieb noch bis kurz vor Kriegsende in Berlin-Friedenau, um seine Sammlung wertvoller Schriften und Partituren in Sicherheit zu bringen. Als die Luftangriffe der Alliierten auf Berlin zunahmen, floh auch er aus der Hauptstadt und überließ die Bibliothek einer im Hause wohnenden Apothekerin, die mit der Hinterlassenschaft Franckes nach dem Krieg ein Antiquariat eröffnete.
Nach Kriegsende führte Franckes Weg zuerst an die Universität Göttingen und anschließend nach München. Francke starb am 14. Oktober 1957 in München und wurde dort auf dem Westfriedhof bestattet.

## Leistungen
Francke war eines der 103 Gründungsmitglieder der Fraunhofer-Gesellschaft und gehörte zum Kreis der wissenschaftlichen Berater des Deutschen Museums, München.
Beim Empfang zur Gründungsversammlung der Fraunhofer-Gesellschaft im Bayerischen Staatsministerium für Wirtschaft am 26. März 1949 hielt Francke ein Kurzreferat.